# Shabana Mahmood

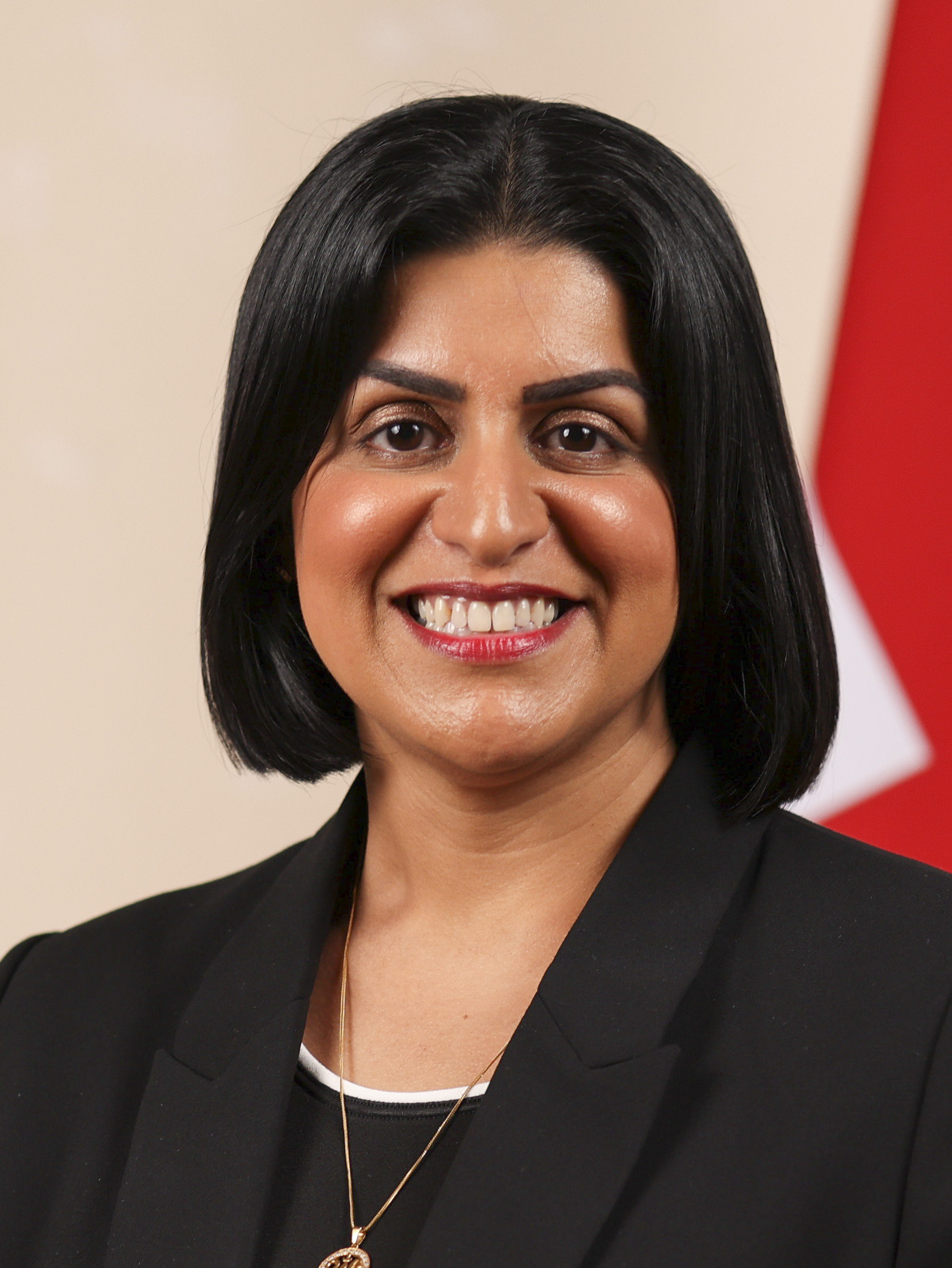
Shabana Mahmood, 2024

Shabana Mahmood (Birmingham, 17 september 1980) is een Brits jurist en politica namens de Labour Party. Zij is sinds 2010 lid van het Lagerhuis voor Birmingham Ladywood. In juli 2024 werd ze benoemd tot Lord Chancellor en minister van Justitie in het Kabinet-Starmer. Daarvoor bekleedde ze verschillende functies in Labour schaduwkabinetten

## Biografie
Mahmood studeerde rechten aan het Lincoln College, Universiteit van Oxford, waar ze in 2002 afstudeerde. Ze voltooide in 2003 de opleiding om als advocaat te worden toegelaten tot de balie. Als advocaat was ze gespecialiseerd in beroepsaansprakelijkheid.
Ze werd in 2010 gekozen als lid van het Lagerhuis voor het kiesdistrict Birmingham Ladywood en werd daarmee een van de eerste vrouwelijke moslim parlementsleden in het Lagerhuis.
Na deze verkiezingen van 2010 kwam Labour voor het eerst sinds 1997 in de oppositie. Onder partijleider Ed MIlliband bekleedde Mahmood van oktober 2010 tot mei 2015 verschillende 'schaduw' posities, het laatst tussen 2013 en 2015 als schaduw junior-staatssecretaris van Financiën (Shadow Financial Secretary to the Treasury) Na de algemene verkiezingen van 2015 werd Mahmood gepromoveerd tot staatssecretaris van Financiën (Shadow Chief Secretary to the Treasury) in het schaduwkabinet van interim partijleider Harriet Harman. Toen Jeremy Corbyn in 2015 tot Labour-leider werd gekozen, weigerde Mahmood zitting te nemen in zijn schaduwkabinet. Na een aantal jaren als 'backbencher' keerde ze in mei 2021 terug in het schaduwkabinet van Keir Starmer als de nationale campagnecoördinator van de Labour Party. In september 2023 benoemde Starmer Mahmood tot schaduwminister van Justitie en schaduw-Lord Chancellor.
Na de overwinning van Labour bij de algemene verkiezingen van 2024 werd Mahmood Lord Chancellor en Minister van Justitie (Secretary of State for Justice) in het kabinet-Starmer. Ze werd ook benoemd tot lid van de Privy Council.
Enkele dagen na haar benoeming kondigde ze plannen aan om de overbevolking in gevangenissen te verminderen, omdat het gevangenissysteem op "het punt van instorten" stond. Om de overbevolking te verminderen zou een aantal gevangenen vervroegd worden vrijgelaten.